# INS Dakar
Pour les autres navires du même nom, voir HMS Totem.
Pour les articles homonymes, voir Dakar (homonymie).
Le INS Dakar est un sous-marin israélien modifié de classe T initialement appelé HMS Totem (P352) dans la Royal Navy. En 1965, il a été acheté par la marine israélienne qui le renomma. Il est l'un des quatre sous-marins à avoir mystérieusement disparu en 1968 ; les autres étant le sous-marin français Minerve, le sous-marin américain USS Scorpion et le sous-marin soviétique K-129.

## Service
Le Dakar a disparu en 1968 et, au terme de recherches approfondies au cours de trois décennies, son épave est retrouvée en 1999, entre les îles de Chypre et de Crète. La cause exacte du naufrage est inconnue.
Une partie du navire a été renflouée et est exposée au Musée de la marine à Haïfa.

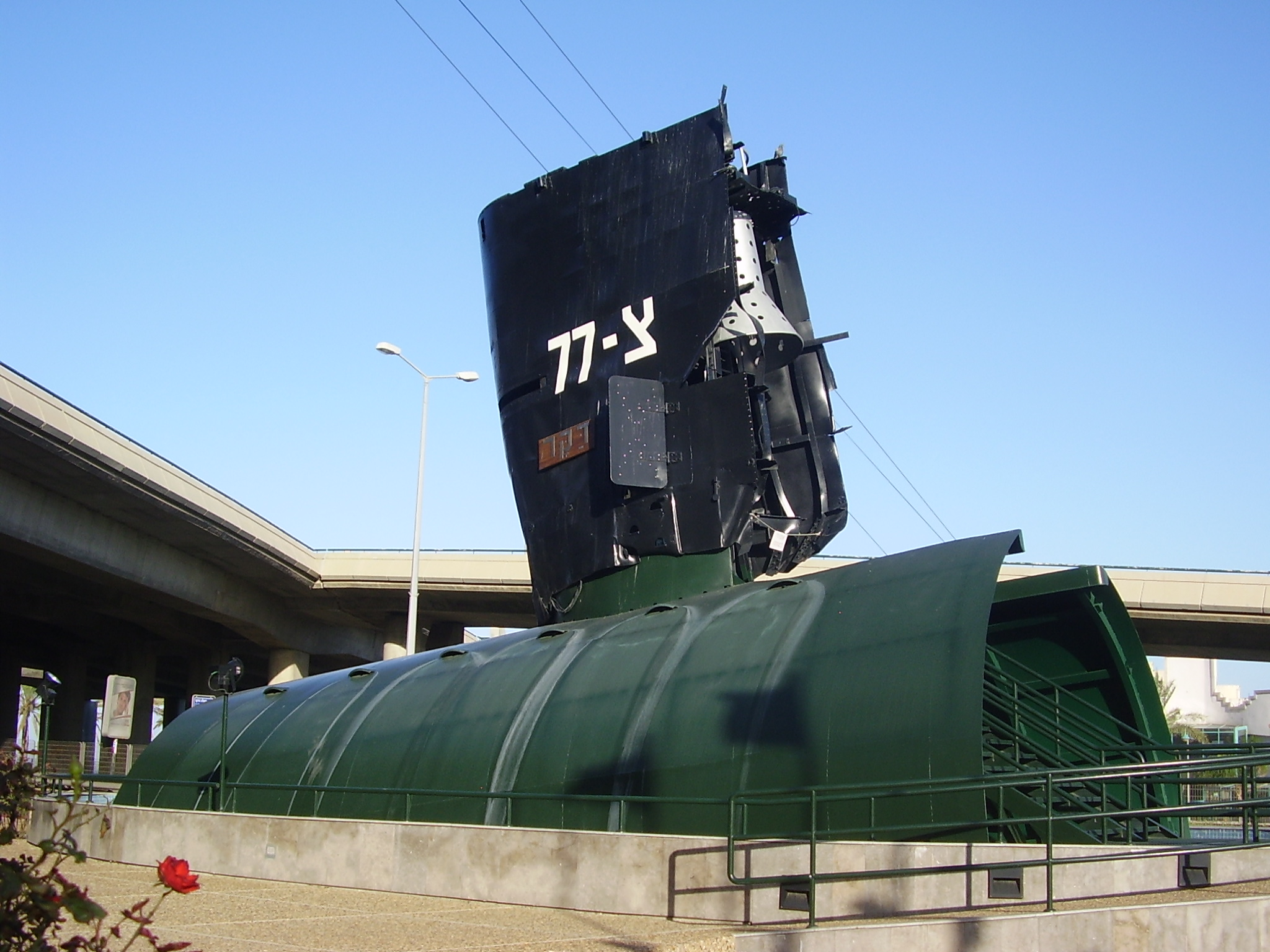
Une partie du Dakar au Musée de la marine à Haïfa.
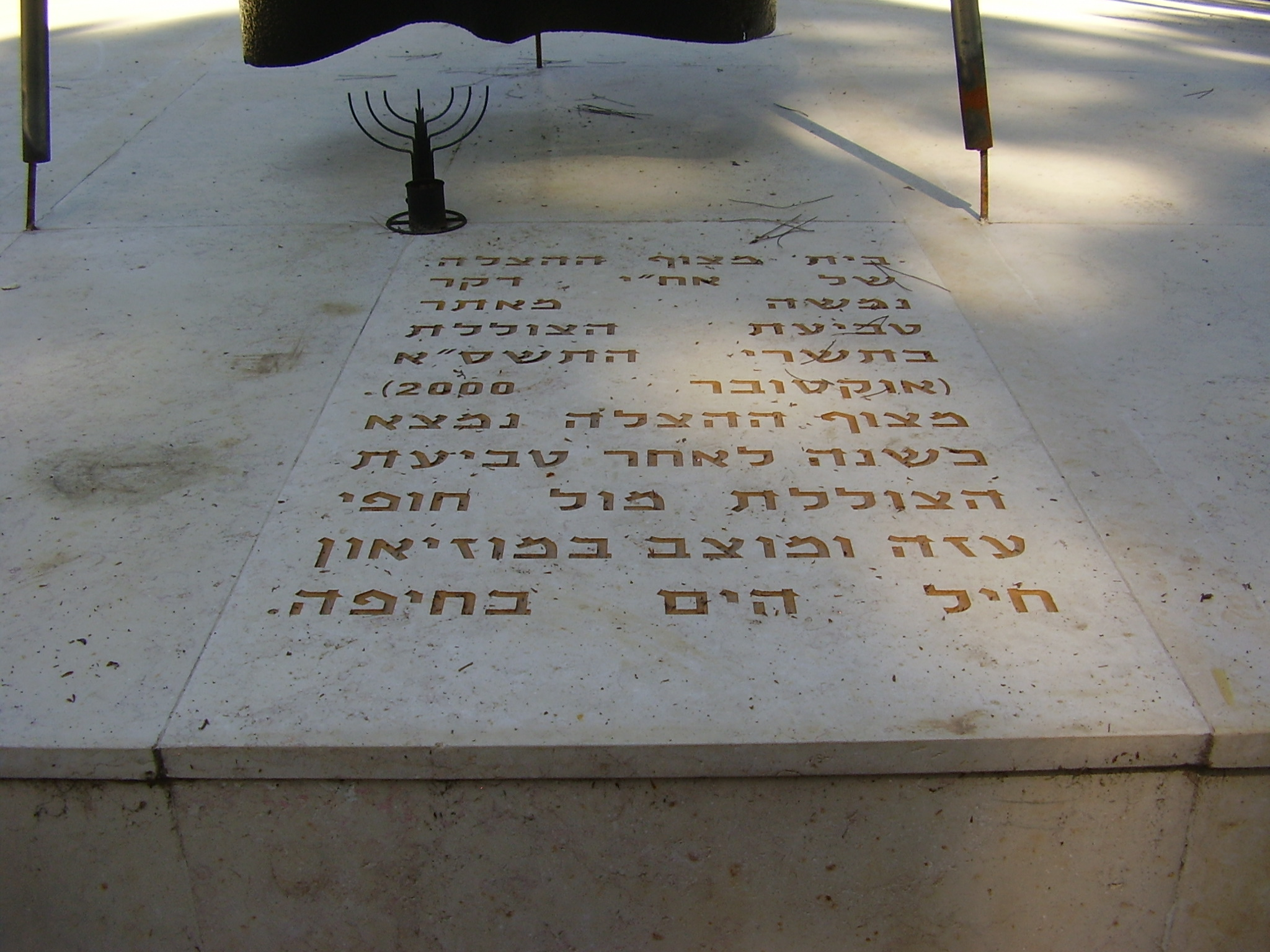
Mémorial du Dakar au mont Herzl.